# Erinnyis ello
Erinnyis ello es una polilla de la familia Sphingidae (mariposas esfinge). La especie fue descrita por Carlos Linneo en su 10.ª edición de Systema Naturae en 1758. Se distribuye desde el estado de Nevada hasta la Argentina pasando por México y América Central.
La envergadura de sus alas es de  75–85 mm. El abdomen tiene bandas grises y negras. La parte dorsal de las alas delanteras de la hembra es gris pálida gris con unos cuantos puntos oscuros en el margen exterior, mientras que la parte dorsal de las alas delanteras del macho es gris oscuro y marrón con una banda negra que corre de la base a la punta. En ambos sexos, la parte dorsal de las alas traseras es naranja con una orilla negra ancha.
Los adultos vuelan todo el año en los trópicos y en Florida del sur. Los adultos se alimentan del néctar de flores, incluyendo la jabonera común (Saponaria officinalis) y Asystasia gangetica.
La larva se alimenta de una variedad de plantas hospederas, incluyendo la papaya (Carica papaya) de la familia Caricaceae; nochebuena (Euphorbia pulcherrima), el frijol saltarín mexicano (Sebastiania pavoniana), Cnidoscolus urens, y yuca (Manihot esculenta) en Euphorbiaceae; guayabas (Psidium spp.) en Myrtaceae; y Sideroxylon celastrinum en Sapotaceae.
Esta polilla puede ser parasitada por la avispa bracónida Microplitis figueresi.

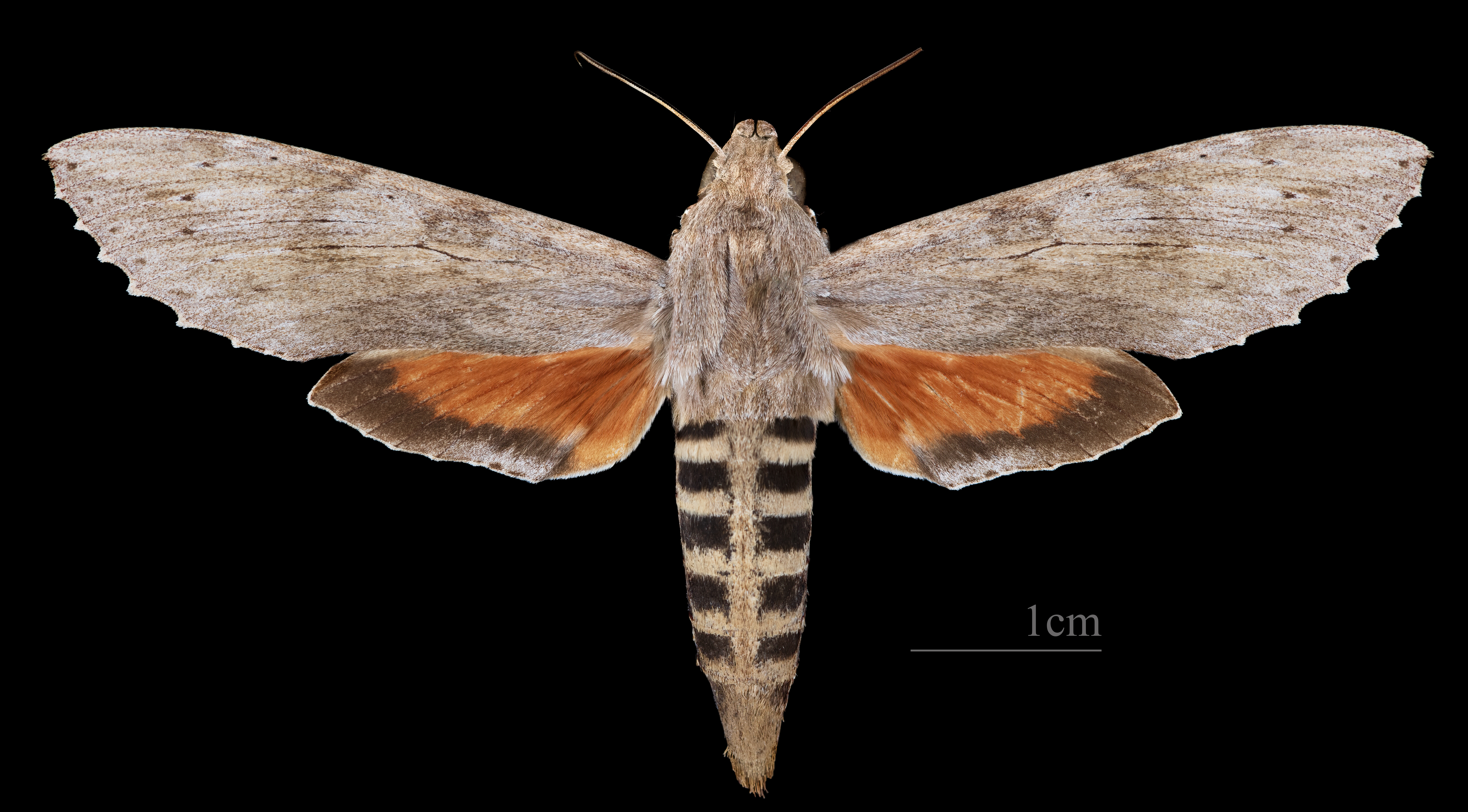
Erinnyis ello ♀
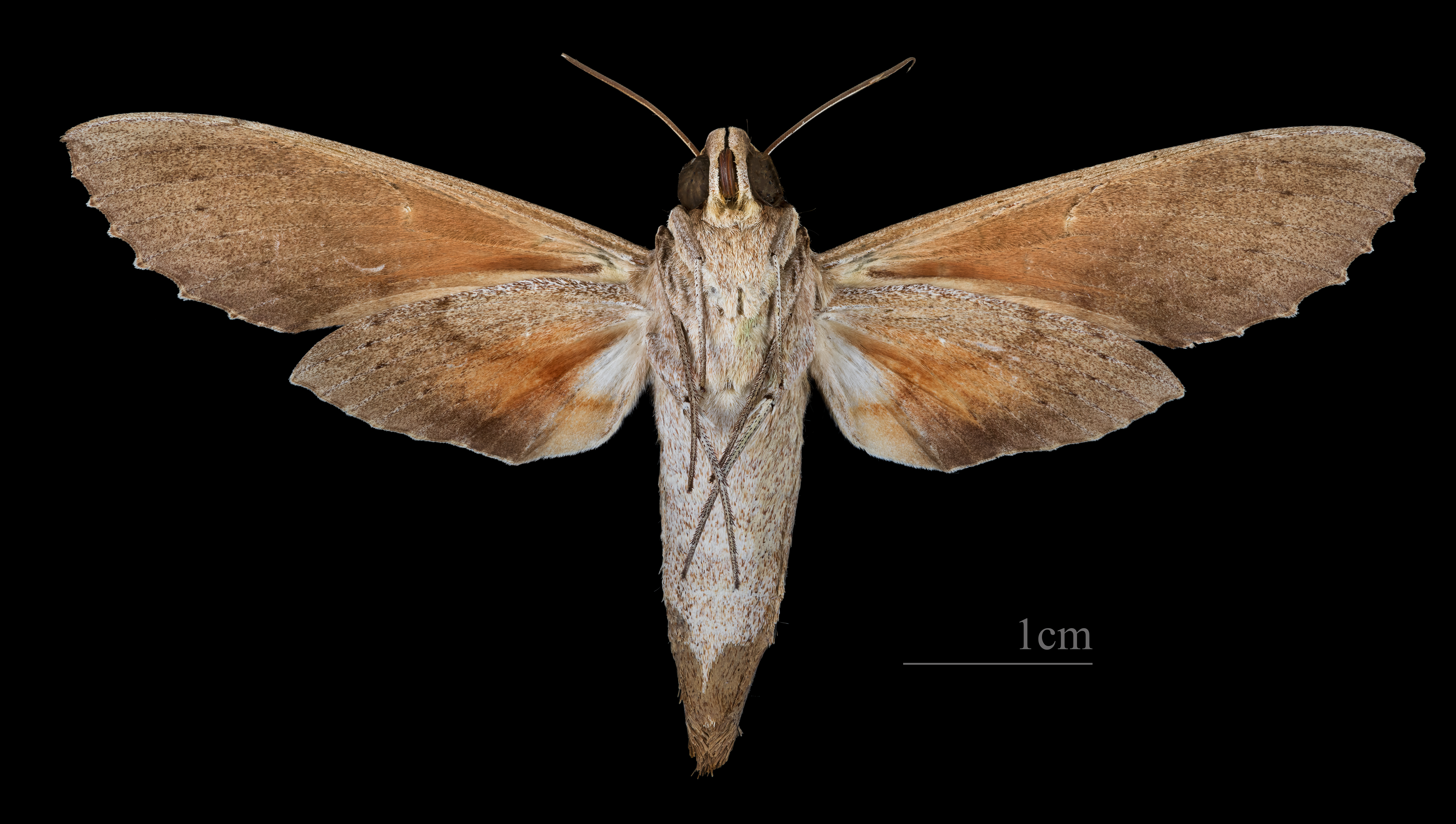
Erinnyis ello ♀ △

## Subespecies
- Erinnyis ello ello (América)
- Erinnyis ello encantada Kernbach, 1962 (Islas Galápagos )

Erinnyis ello encantada ♂
Erinnyis ello encantada ♂ △
'Erinnyis ello encantada ♀
'Erinnyis ello encantada ♀△